# 金太郎飴

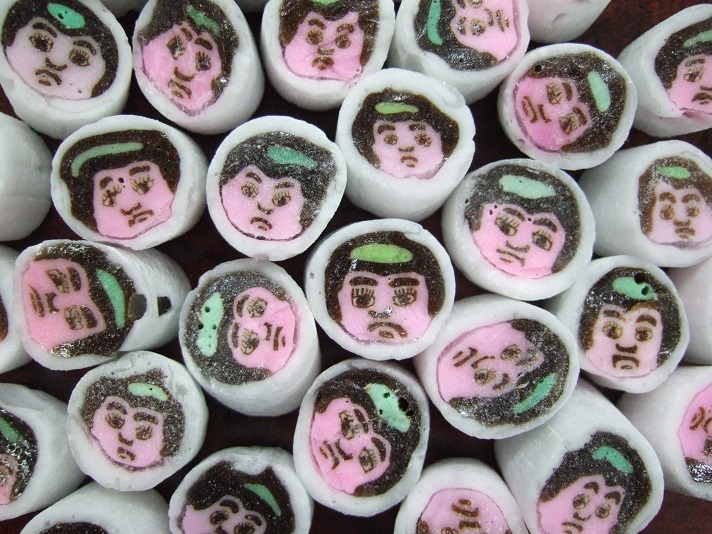
金太郎飴

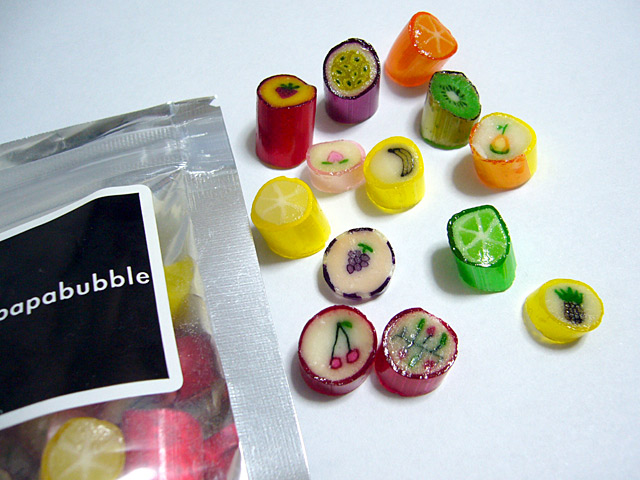
スペインの金太郎飴と言われるパパブブレのキャンディ

金太郎飴（きんたろうあめ）は、飴細工の一つである。その起源となる元禄飴は江戸時代中期に遡る。金太郎の顔をあしらったものは大正・昭和にはじまるとされる。

## 概要
日本の昔話の主人公である金太郎の顔（睫毛や瞳などを含む目・鼻・口・月代などの色を模した板状）の飴をあらかじめ用意し、切った断面が顔の形になるように各部位に配置した後、適当な太さに棒状に細長く伸ばし、それを小口切りにして作られる飴（ハードキャンデー）である。上記の工程は原料の飴がまだ熱く柔らかいうちに加工される。
このタイプの飴は正式には製法的に「組み飴」と呼ばれるもので、そのため金太郎の顔ではない他の図柄（キャラクターや文字など）もあり、それらについても代名詞的に金太郎飴と呼ばれることが多い。
なお「金太郎飴」という名称の由来は、職人が大坂へ修行に行った際、大阪では「おかめ」「福助」の絵柄であったところ、関東では足柄山が近かったため、モチーフおよび名称として金太郎の顔を採用したものが後に広まったものである。
さらに転じて、「どこで切っても同じ顔（同じ図柄）」という金太郎飴（組み飴）特徴から派生し、ある人物または意見などについて、杓子定規で個性がなく、もしくはステレオタイプで、全てが同様あるいは無難な様子であるさまを比喩表現として「金太郎飴」という。外国語においても同趣旨の慣用句として、例えば英語には「Cookie-cutter」（クッキーカッター。“どこから見ても同じ見え方”）などがある。

## 商標をめぐる動き
東京都台東区の金太郎飴本店は、2009年に広く和洋菓子・パン類に対して「きんたろう」「金太郎」を商標登録していたが、「洋菓子、アイスキャンデー、アイスクリーム、シャーベット、フローズンヨーグルト」について、3年間の使用実績がないとして2014年に取り消し請求を受け、2015年の審決では「飴とキャンデーの概念に本質的な違いがない」ことを理由に取り消し請求は却下された。
上記審決後の2015年11月に、金太郎飴本店は「金太郎飴」を商標出願し、2016年1月に登録（第5822825号）を受けた。